# 說服
說服或勸說是指人們通過口語的方式试图影响另一个人的信念、態度、意图、动机或行為。许多学科都在研究說服的技巧，例如修辞学、心理學和神经科学。